# Glen McPherson No 46
Pour l’article homonyme, voir Glen McPherson.
Glen McPherson No 46 est une municipalité rurale en Saskatchewan au Canada. Située dans le centre sud-ouest de la Saskatchewan, Glen McPherson est la municipalité rurale la moins peuplée de la province.
Incorporée le 1er janvier 1913, le premier conseil hésite à nommer la municipalité Glenelg (en), communauté localisée dans les Highlands en Écosse, ou McPherson. Le nom Glen McPherson vient d'une combinaison de ces deux nom.

## Démographie
| 2001 | 2006 | 2011 | 2016 |
| ---- | ---- | ---- | ---- |
| 126  | 112  | 73   | 72   |